# Reflektor
 Ovo je glavno značenje pojma Reflektor. Za druga značenja pogledajte Reflektor (razdvojba).
Reflektor, u optici, je uređaj kojim se usmjeruje (zapravo reflektira u određenom smjeru) neko zračenje, na primjer svjetlost, ultrakratki valovi i drugo. Najčešće se pod reflektorom misli na uređaj koji reflektira svjetlost u gustome mlazu usporednih zraka. U tu se svrhu obično upotrebljavaju metalna zrcala u obliku rotacijskoga paraboloida, jer imaju svojstvo da svjetlost reflektiraju u snopu usporednih zraka, ako je izvor svjetlosti smješten u žarište takve plohe. Kako bi se postigla što bolja refleksija, zrcalo je niklano ili kromirano i polirano do visokoga sjaja.

## Parabolično zrcalo
Parabolično zrcalo ili parabolično ogledalo je zrcalna površina u obliku rotacijskoga paraboloida. Obasjano točkastim izvorom svjetlosti ili drugim elektromagnetskim zračenjem, u žarištu nakon refleksije oblikuje svjetlosni snop usporedan s osi zrcala, a pri prijemu snopa svjetlosti usporedna s osi zrcala, okuplja svjetlosni snop u žarište zrcala.
Zakrivljena zrcala većinom su dijelovi nekih pravilnih ploha, pa tako nastaje sferno zrcalo, elipsoidno zrcalo, paraboloidno zrcalo, hiperboloidno zrcalo i drugo. Optička se zrcala raznoliko primjenjuju, ponajprije u optičkim instrumentima i reflektorima. I u drugim sustavima koji se mogu opisati zakonima sličnim geometrijskoj optici (npr. elektromagnetski ili akustički sustavi) postoje sastavnice koje djeluju kao zrcala.
Parabolično zrcalo je zakrivljenije u sredini nego na rubu. To je potrebno da bi ono moglo paralelne zrake svjetlosti skupljati u jednu točku. Dakle, poprečni presjek zrcala mora biti parabola s tjemenom u središtu zrcala. Razlika između sfernog i paraboličnog zrcala je toliko mala da se mjeri desetinkama mikrometra, ali je zato velika razlika u kvaliteti slike koju daju!

### Parabolična antena
Parabolična antena je antena koja koristi parabolični reflektor, površina čiji je poprečni presjek parabola, za usmjeravanje radio valova u jednu točku žarišta. Glavna prednost je visoka usmjerenost, slično kao reflektor projektora ili džepne baterije. Parabolična antena ima jedan od najvećih radnih učinaka od svih vrsta antena. Koristi se za radio, televizijske i druge informatičke komunikacije, te za radar, decimetarske radio valove (300 MHz – 3 GHz) i centimetarske mikrovalove (3 GHz – 30 GHz). Relativno male valne duljine omogućuju optimalne veličine reflektora, da bi se dobio zadovoljavajući signal. S otkrićem prijema satelitskih televizijskih programa, parabolične antene su sveprisutni dio modernog izgleda naselja. Koristi se i za mikrovalni prijenos, radarske antene na tlu i u avionu, bežične WAN/LAN veze, komunikacije za satelitske i svemirske letjelice, te za radio teleskope.